# Erzincan
Erzincan es una ciudad y distrito del este de Turquía y capital de la provincia de Erzincan. Entre las ciudades más cercanas se encuentran Erzurum, Sivas, Tunceli, Bingöl, Elazığ, Malatya, Gümüşhane, Bayburt y Giresun. Cuenta con una población de 107.175 habitantes (2007). 
La ciudad es muy conocida por el queso que produce, llamado "Tulum Peyniri".
Erzincan se encuentra en la falla del norte de Anatolia, zona muy activa en términos sísmicos que ha sufrido numerosos terremotos a lo largo de la historia, siendo el más grave el que se produjo el 26 de diciembre de 1939, en el que murieron 39.000 personas. El último gran terremoto se produjo el 13 de marzo de 1992.

## Gente notable
Varaztad Kazanjian (1897-1968), dentista armenio-estadounidense, fue uno de los pioneros en la cirugía plástica.